# Oskorri
Oskorri (с баск. — «красный закат») — испанская музыкальная группа из Страны Басков, основанная в Бильбао в 1971 году и распавшаяся в 2015 году.

## История
Первый концерт Oskorri состоялся в 1971 году в университете Деусто. В первые годы существования группе мешала с одной стороны цензура, наложенная режимом Франко на баскскую литературу, с другой — покушения  ЭТА и обвинения со стороны националистических группировок.
Группа записала в общей сложности около пятисот песен, в том числе на стихи известных баскских поэтов, среди которых Габриель Арести, Бернард Эчепаре и Хосе Мария Ипаррагирре.
В июне 2015 года было объявлено о роспуске группы после семи прощальных концертов, прошедших с сентября по ноябрь. Группа прекратила своё существование 22 ноября 2015 года.

## Состав

### Последний состав
- Начо де Фелипе — вокал, аккордеон, окарина, калимба, ударные
- Антон Лача — вокал, гитара, труба
- Бишенте Мартинес — гитара, мандолина, бузуки
- Хосу Сальбиде — чирула (баскская флейта), альбока, волынка
- Шабьер Себерио — скрипка, никельхарпа, вокал
- Горка Эскауриаса — бас-гитара
- Иньиго Эгия — табла, кахон, дарбука, тарелки, бендир, уду, тар, ханг, шейкеры, дунун, джембе, тобера, сагаты

### Бывшие участники
- Селайда Биуррун (1975—1977)[6] — скрипка
- Полин Гурреа (1975—1977, 1981—1984)[6] — саксофон, флейта
- Карлос Хименес (1977—1979)[6] — флейта, саксофон, кларнет, ударные, клавишные
- Санти Хименес (1977—1979)[6] — контрабас, бомбардон, вокал
- Хосе Мануэль Качо (1980—1981)[6] — скрипка
- Айнгеру Бергисес (1980—1984)[6] — бас-гитара, трикитиша
- Фран Ласуэн (1981—1992)[6] — скрипка, вокал
- Кепа Хункера[7] — трикитиша
- Чарли де Пабло (1984—2003)[6] — бас-гитара, контрабас
- Хосе Уррехола (1986—2003)[6] — саксофон, флейта
- Хосерра Фернандес (1981—1991)[6]— альбока, чирула, гармоника
- Айтор Горостиса (1991—1993)[6] — чирула, чисту
- Хуанче Агиар (1993—1996)[6] — скрипка, вокал

## Дискография
- Gabriel Arestiren Oroimenez (1975)
- Mosen Bernat Etxepare (1977)
- Oskorri (1979)
- Plazarik plaza (1980)
- ...eta Oskorri sortu zen (1981)
- Adio Kattalina (1982)
- Alemanian euskaraz (1984)
- Hau hermosurie (1984)
- In fraganti (1986)
- Hamabost urte... eta gero hau (1987)
- Datorrena datorrela (1989)
- Hi ere dantzari (1991)
- Badok hamairu (1992)
- Landalan (1992)
- Katuen Testamentua (1993)
- 25 kantu-urte (1996)
- Marijane kanta zan (1997)
- Iparragirre bueltan etxera (1999)
- Ura (2000)
- Vizcayatik... Bizkaiara (2001)
- Desertore (2003)
- Doktor Do-Re-Mi eta Benedizebra (2006)
- Banda Band (2007)
- Dantza kontra dantza (2011)
- Antzinako bitxikeria ineditoak (1971-2002) (2016)
- Hauxe da despedidia (2016)